# 22 Batalion Saperów (1939)
22 batalion saperów (22 bsap) – pododdział saperów Wojska Polskiego II RP.
Batalion nie występował w pokojowej organizacji wojska. Został sformowany w 1939 przez 4 pułk saperów z Przemyśla.

## Formowanie i działania
Batalion nie istniał w pokojowej organizacji wojska. Zgodnie z planem mobilizacyjnym „W” był oddziałem formowanym dla 22 Dywizji Piechoty Górskiej, w mobilizacji alarmowej, w grupie jednostek oznaczonych kolorem „żółtym”. Jednostką mobilizującą był 4 pułk saperów w Przemyślu.
17 czerwca 1939 r. zarządzona została mobilizacja 1 kompanii 22 bsap. Po sformowaniu kompania przystąpiła do inżynieryjnej rozbudowy obrony Odcinka „Słowacja”. W kampanii wrześniowej 1/22 bsap walczyła w składzie Armii „Karpaty”.
W dniach 27-29 sierpnia 1939 r. przeprowadzona została mobilizacja 22 bsap (bez 1 kompanii). Batalion w kampanii wrześniowej walczył w składzie macierzystej dywizji.

## Struktura i obsada etatowa
22 bsap posiadał organizację wojenną batalionu saperów typu IIb. Wiosną 1940 r. zamierzano go przeformować na typ IIa.
Obsada personalna we wrześniu 1939:
Dowództwo batalionu
dowódca – kpt. Michał Knapik
zastępca dowódcy – kpt. Edward Morka
- 1 kompania saperów – kpt. Franciszek Jan Kordel
- 2 kompania saperów – ppor. rez. Edward Majewski
- kolumna saperska – ppor. rez. Edward Madejski